# ديف تايلور (موسيقي كندي)
ديف تايلور هو موسيقي كندي، ولد في 20 فبراير 1953 في فانكوفر في كندا.

## وصلات خارجية
- ديف تايلور على موقع ميوزك برينز (الإنجليزية)
- ديف تايلور على موقع ديسكوغز (الإنجليزية)